# Bukowsko (gmina)
Pour la localité, voir Bukowsko.
Bukowsko [buˈkɔfskɔ] (en yiddish: בוקאווסק Bikofsk, en russe : Буковско) est une commune rurale de la voïvodie des Basses-Carpates et du powiat de Sanok. Elle s'étend sur 138,2 km2 et comptait 5 198 habitants en 2004.